# 陈定昌 (1937年)
陈定昌（1937年1月30日—2020年9月7日），男，上海人，中华人民共和国制导雷达技术专家。中国共产党党员，中国科学院院士。

## 生平
1937年1月30日，陈定昌出生于上海。1957年至1963年间就读于清华大学无线电电子学系，毕业后被分配到中华人民共和国国防部五院二分院（现中国航天科工集团第二研究院）工作。2009年当选为中国科学院院士。
2020年9月7日14时47分，陈定昌在北京因病医治无效逝世，享年83岁。